# 張聯箕
张联箕，字德生，号即公，益都人，清朝政治人物、進士出身。

## 生平
順治十二年，登進士，历任澂江府知府。有《望古斋集》。